# リサ・マリー
リサ・マリー（Lisa Marie, 1968年12月5日 - ）は、アメリカ合衆国出身のモデル・女優・ダンサーである。
本名リサ・マリー・スミス（Lisa Marie Smith）。ニュージャージー州生まれ。学生時代からモデルを始め、「カルバン・クライン」のモデルだったこともある。写真家でもある。
長年ティム・バートンのパートナーであり彼のミューズであった。ヴァンパイラ、火星人など、彼の作品で強烈な印象を残したが、後にバートンとの関係は破局に終わった。

## 出演作品

### 映画
- レッツ・ゲット・ロスト Let's Get Lost (1988)
- アリス Alice (1990)
- エド・ウッド Ed Wood (1994)
- マーズ・アタック! Mars Attacks! (1996)
- ブレストマン／豊胸外科医 Breast Men (1997)
- スリーピー・ホロウ Sleepy Hollow (1999)
- テールライトは眠らない Tail Lights Fade (1999)
- ノーエスケープ If... Dog... Rabbit (1999)
- PLANET OF THE APES/猿の惑星 Planet of the Apes  (2001)
- ロード・オブ・セイラム The Lords of Salem (2012)
- ドミニオン Dominion (2014)
- 喰らう家 We Are Still Here (2015)

### テレビシリーズ
- 特捜刑事マイアミ・バイス シーズン4 (1987-1988)